# Partido de Morón
Partido de Morón är en kommun i Argentina.   Den ligger i provinsen Buenos Aires, i den centrala delen av landet, 23 km väster om huvudstaden Buenos Aires. Antalet invånare är 319 934. Arean är 52 kvadratkilometer.
Terrängen i Partido de Morón är mycket platt.
Runt Partido de Morón är det i huvudsak tätbebyggt. Runt Partido de Morón är det mycket tätbefolkat, med 2 181 invånare per kvadratkilometer.